# Zadel
Das Dorf Zadel ist ein Ortsteil der Gemeinde Diera-Zehren im Landkreis Meißen in Sachsen.

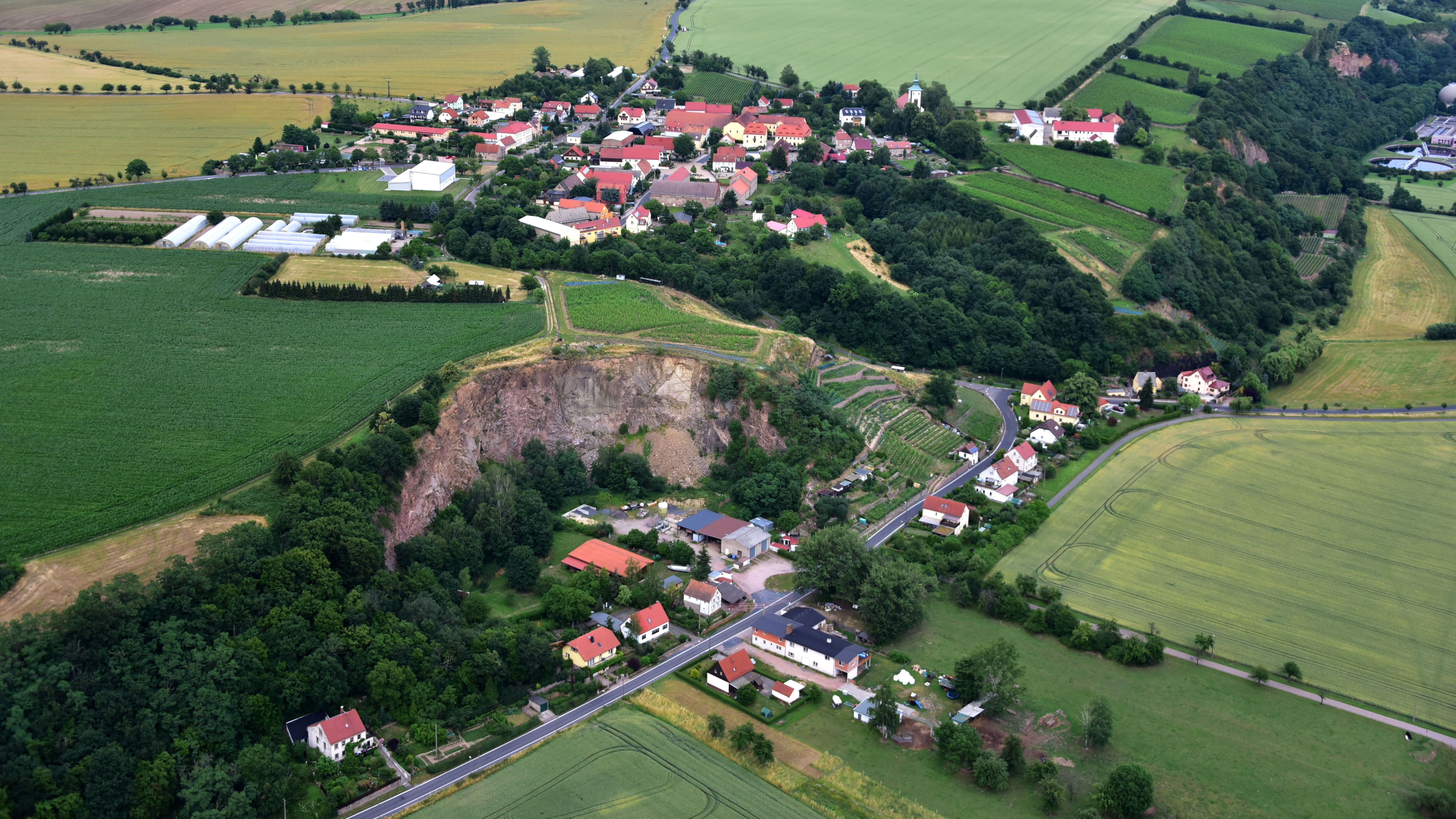
Zadel, Luftaufnahme (2017)

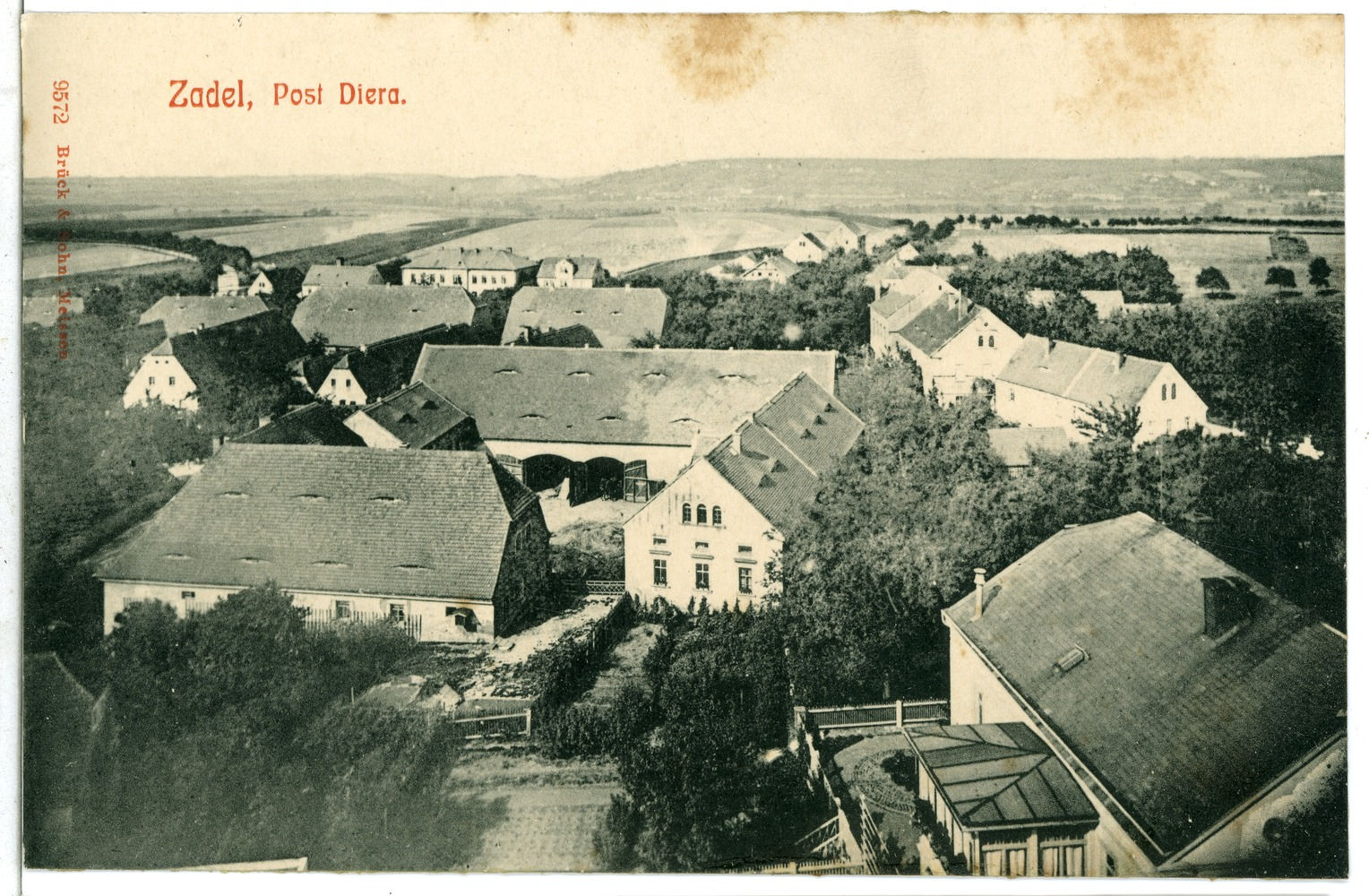
Zadel um 1908

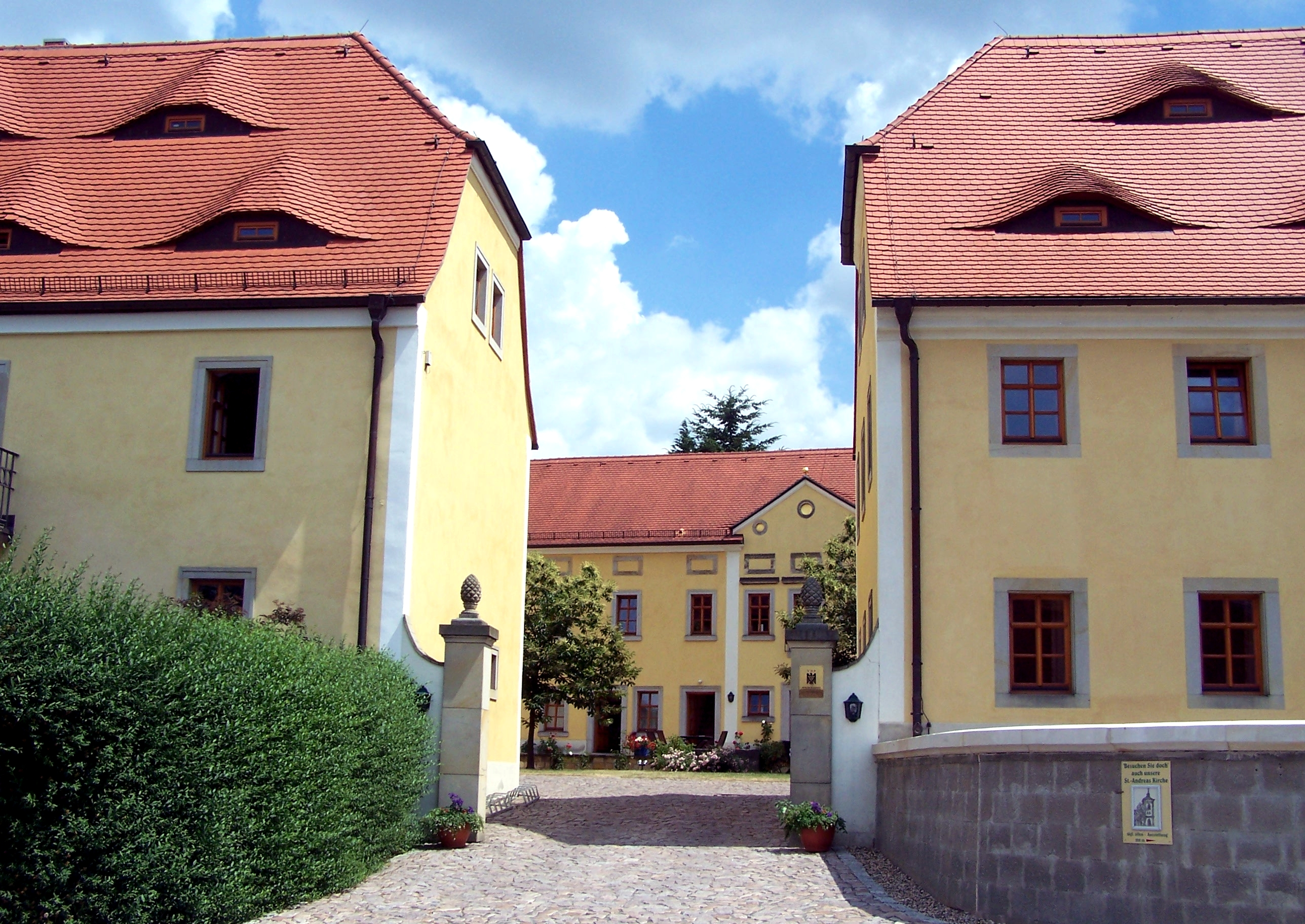
Einfahrt zum Weingut Schloss Proschwitz direkt am Dorfanger

## Geschichte

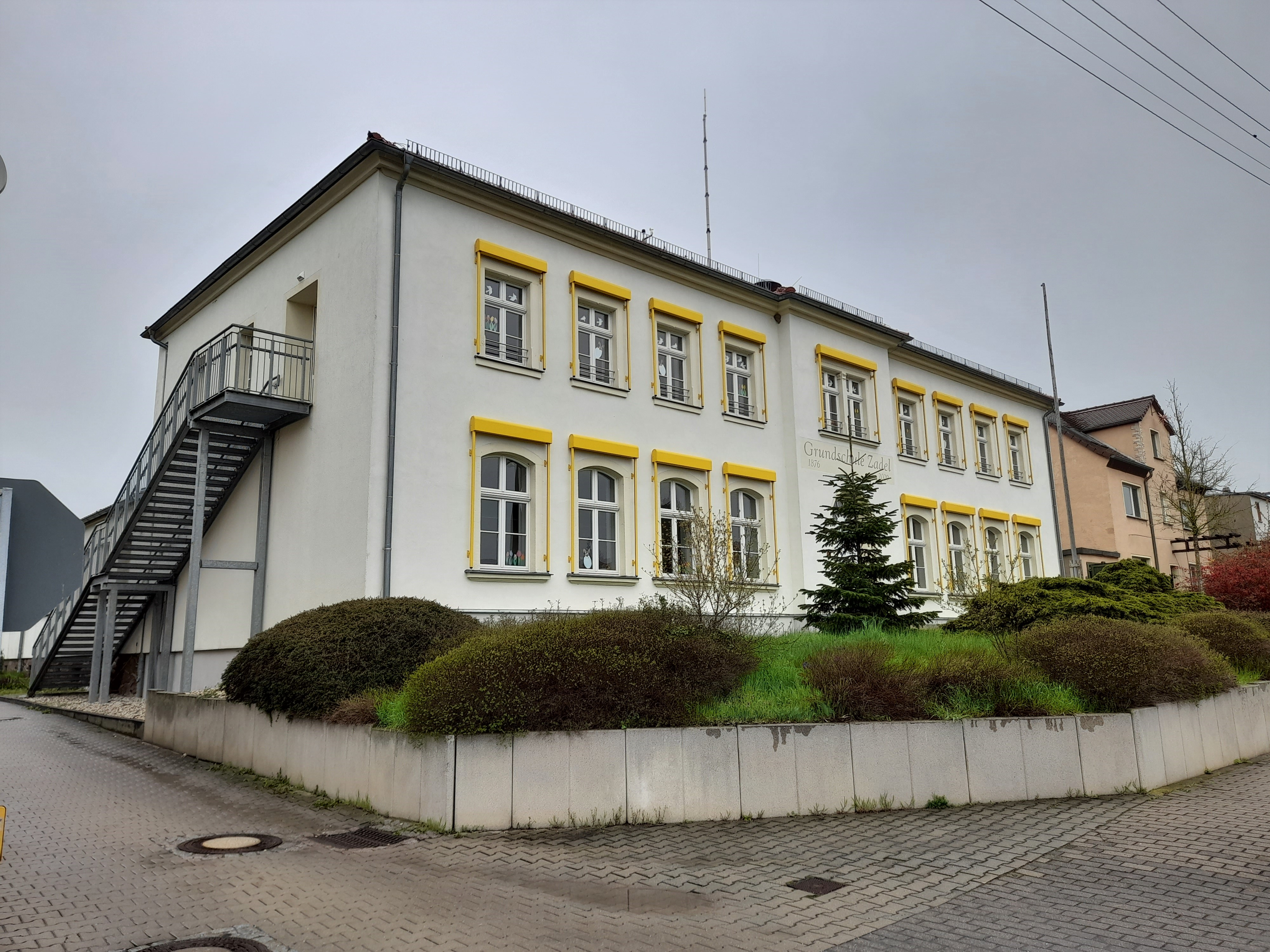
Gundschule Zadel

Die Anfänge der Siedlung gehen ins 11. Jahrhundert zurück, als der Ort Zentrum eines Burgward-Bezirks war, des einzigen, der östlich der Elbe lag. Der Name des Dorfes stammt aus dem Altsorbischen und bedeutet hinter dem Berge. Zum Ende des 12. Jahrhunderts wird eine dem Heiligen Andreas geweihte Kirche erwähnt, an deren Stelle vorher vermutlich schon ein schlichter Holzbau gestanden hatte.
Seit 1218 ist der Weinbau nachweisbar. Damit ist Zadel das Elbweindorf mit der ältesten urkundlich bezeugten Weinbautradition.
Am 21. Januar 1216 ist ein Tammo de Sconevelt (von Schönefeld) Zeuge bei der Übertragung des Landgutes Zedele (Zadel) mit allen Hufen im Dorfe und der Kirche des heiligen Andreas an das Kloster Zelle der heiligen Maria (Kloster Altzella bei Nossen) durch den Markgrafen Dietrich.
In der Zeit des Nationalsozialismus hatte Zadel eine eigene NSDAP-Ortsgruppe.
Eine erste Schule wird für Zadel ab dem Jahr 1550 erwähnt. Im Jahr 1959 wurde im Dorf eine zehnklassige polytechnische Oberschule gegründet, die 1968 den Namen „Bertolt-Brecht-Oberschule“ erhielt und 1992 in eine Grundschule umgewandelt wurde.
Zadel war bis zum 1. März 1974 eigenständig, danach war es Ortsteil der Gemeinde Diera und seit dem 1. Januar 1999 Ortsteil Diera-Zehrens.
Östlich von Zadel beginnen die Weinberge von Schloss Proschwitz. Direkt am Dorfanger befindet sich das zugehörige Weingut, das Schloss selbst liegt hingegen einige Kilometer entfernt im Meißner Stadtteil Proschwitz.

## St.-Andreas-Kirche
Die alte Kirche wurde 1841 abgerissen, an ihrer Stelle entstand ein Neubau im neogotischen Stil, der 1842 geweiht wurde. 1842 wurde der Innenraum durch Meißner Malermeister dekoriert. Altarbild und Epitaph stammen noch aus der alten Kirche.
Im Turm dieser Kirche ist ein altes sorbenwendisches Kultbild eingebaut, das bei der Einführung des Christentums unter dem ersten Kirchenbau oder in dessen Nähe vergraben wurde. Dieses Götzenbild wird mit den Bamberger Funden verglichen und scheint aus dieser Zeit zu stammen.

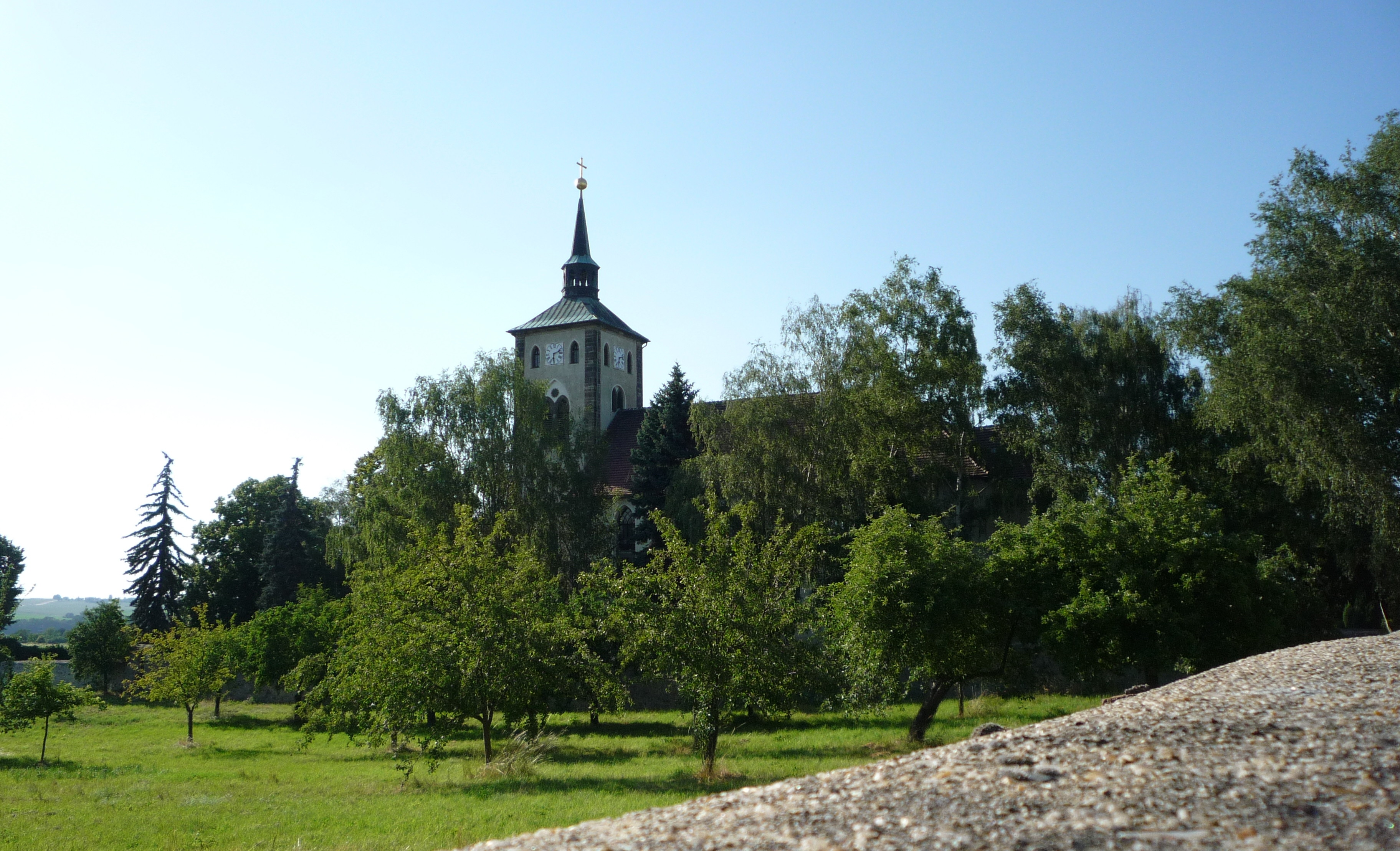
St.-Andreas-Kirche Zadel
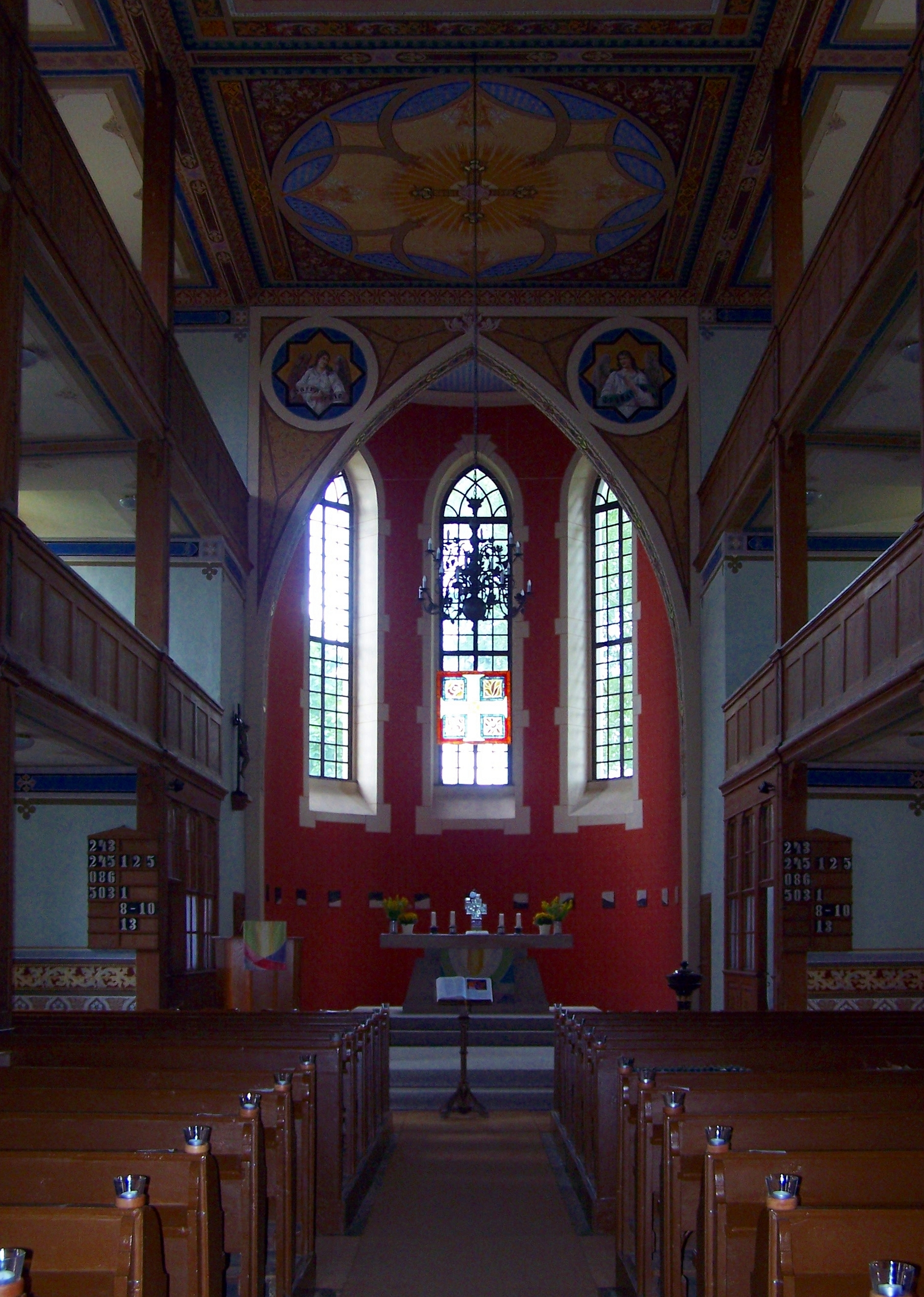
Innenaufnahme der Kirche

## Persönlichkeiten
- Arthur Bretschneider (1886–1949), liberaler Politiker (FVP, DDP, DStP), Landesvorsitzender der LDPD Sachsen